# يفغيني ريلوف
يفغيني ريلوف (بالروسية: Рылов, Евгений Михайлович)‏ (مواليد 23 سبتمبر 1996) هو سبّاح روسي، مثّل بلاده في الألعاب الأولمبية الصيفية 2016.

## روابط خارجية
يفغيني ريلوف على موقع الاتحاد الدولي للسباحة (الإنجليزية)
- يفغيني ريلوف على موقع SwimRankings.net (الإنجليزية)
- يفغيني ريلوف على موقع اللجنة الأولمبية الدولية (الإنجليزية)
- يفغيني ريلوف على موقع أوليمبيديا (الإنجليزية)